# Prep-to-pro
Prep-to-pro est un terme qui désigne aux États-Unis, dans le cadre du sport, des joueurs intégrant une ligue professionnelle à la suite d'une draft, directement du lycée, sans passer par l'université. Le terme est notamment utilisé en basket-ball.

## NBA

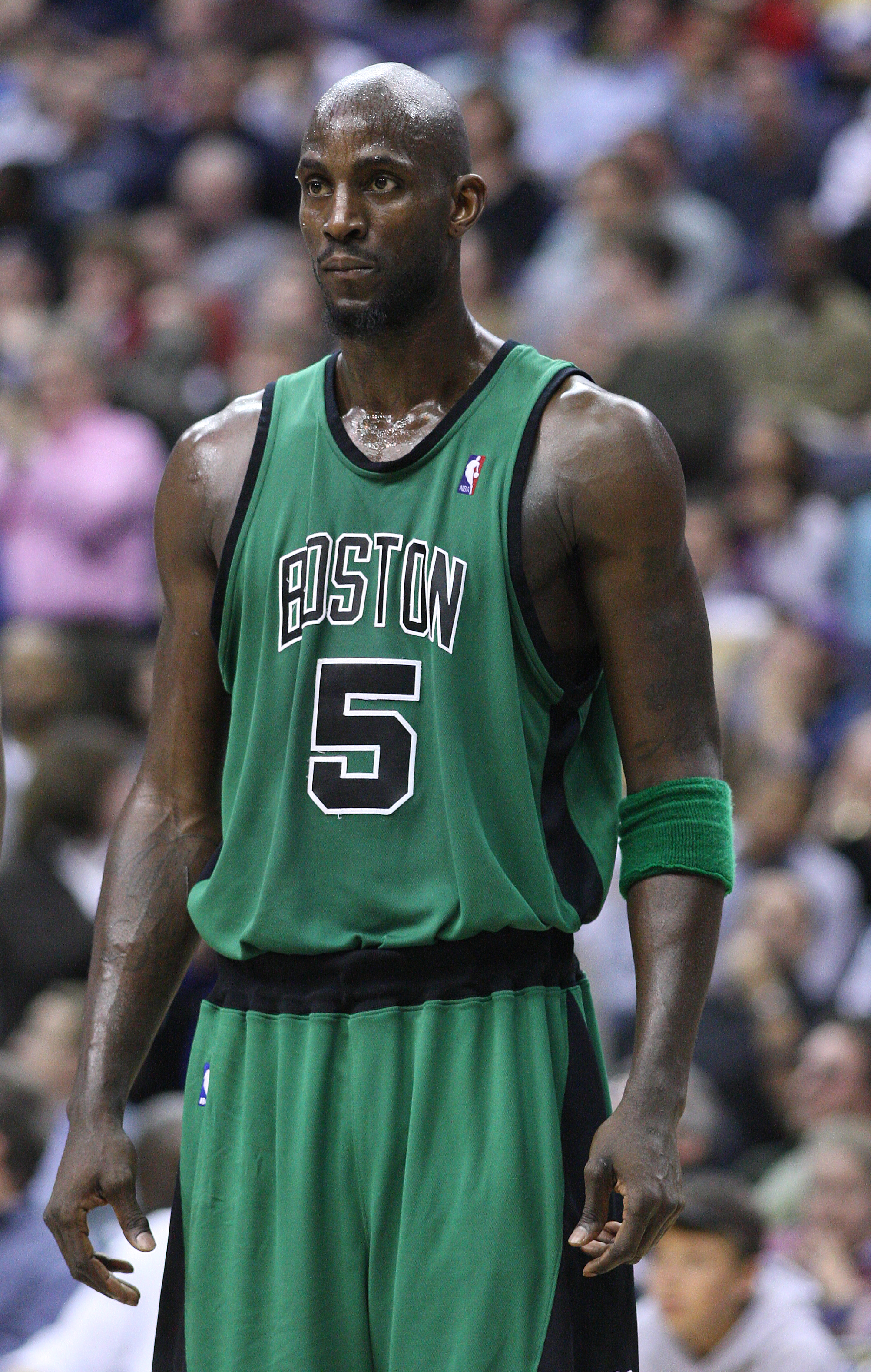
Kevin Garnett, un prep-to-pro notable de NBA.

En National Basketball Association (NBA) par exemple, depuis 2006, cette pratique est interdite par une nouvelle convention collective, qui exige que les joueurs qui se déclarent éligibles à la draft, soient âgés d'au moins 19 ans et ayant quitté depuis au moins un an le lycée, par exemple en jouant dans une autre ligue professionnelle, en particulier à l'étranger — à l'exemple de Brandon Jennings en Italie ou de Emmanuel Mudiay en Chine.
Toujours en NBA, historiquement le premier cas est le joueur Reggie Harding (en) lors de la draft 1962 de la NBA, mais il n'est pas autorisé à jouer pendant une année. Après le jugement Haywood v. National Basketball Association (en) de 1971, ce n'est seulement qu'en 1995 avec la sélection de Kevin Garnett que la situation est vraiment débloquée. Parmi les autres exemples plus connus en NBA se trouvent Kobe Bryant (1996), Jermaine O'Neal (1996), Tracy McGrady (1997), Rashard Lewis (1998) ou encore LeBron James (2003) et Dwight Howard (2004). Amir Johnson est le dernier joueur à avoir été drafté en NBA directement depuis le lycée.